# كلارك إل. هود
كلارك إل. هود (بالإنجليزية: Clark L. Hood)‏ هو محامي وسياسي أمريكي، ولد في 23 يونيو 1847، وتوفي في 19 نوفمبر 1920. انتخب عضو جمعية ولاية ويسكونسن.